# Jean-Claude Lecante
Jean-Claude Lecante (* 12. November 1934 in Saint-Ouen-sur-Seine) ist ein ehemaliger französischer Radrennfahrer und nationaler Meister im Radsport.

## Sportliche Laufbahn
Lecante war im Bahnradsport und im Straßenradsport aktiv. Er war Teilnehmer der Olympischen Sommerspiele 1956 in Melbourne. In der Mannschaftsverfolgung gewann er mit Michel Vermeulin, Jean Graczyk und René Bianchi die Silbermedaille. 
1956 gewann er die nationale Meisterschaft in der Mannschaftsverfolgung mit Jean Graczyk, Philippe Gaudrillet und André Le Dissez. Diese Mannschaft holte auch den Titel der Île-de-France. 
Auf der Straße wurde er 1957 Dritter bei Paris–Mantes und 1958 Zweiter bei Paris–Orléans.